# Scartella
Scartella è un genere di pesci ossei marini appartenenti alla famiglia Blenniidae.

## Distribuzione e habitat
Sono diffusi in tutti i mari tropicali e subtropicali. Alcune specie sono endemiche di isole e arcipelaghi isolati nell'Oceano Atlantico. Nel mar Mediterraneo è presente S. cristata.
Vivono in acque bassissime, spesso in pochi centimetri e nelle pozze di marea.

## Specie
- Scartella caboverdiana
- Scartella cristata
- Scartella emarginata
- Scartella itajobi
- Scartella nuchifilis
- Scartella poiti